# Сере, Хорхе
Хо́рхе Ферна́ндо Сере́ Дульси́ни (исп. Jorge Fernando Seré Dulcini; род. 9 июля 1961, Монтевидео) — уругвайский футболист, выступавший на позиции вратаря. Победитель Кубка Америки 1987 года в составе сборной Уругвая. Наиболее известен по выступлениям за «Насьональ», с которым в 1988 году завоевал Кубок Либертадорес и Межконтинентальный кубок.
После завершения спортивной карьеры работал тренером вратарей и возглавлял женскую сборную Уругвая по мини-футболу.

## Биография

### Клубная карьера
Хорхе Сере — воспитанник молодёжной академии «Данубио». На взрослом уровне дебютировал в 1981 году, а два года спустя помог своей команде занять второе место в чемпионате Уругвая и выиграть Лигилью. С 1988 по 1995 год выступал за «Насьональ», с которым завоевал свои главные титулы в карьере. В первый же год помог своей команде выиграть свой третий в истории Кубок Либертадорес. Сере в победной кампании сыграл во всех 14 матчах, пропустив в них 12 мячей (причём шесть из них были пропущены в одной игре на групповом этапе, когда «Насьональ» уступил «Мильонариосу» со счётом 1:6) и шесть раз сыграв на ноль.
В декабре того же года Сере отразил четыре послематчевых пенальти в игре за Межконтинентальный кубок против нидерландского ПСВ. Основное время завершилось со счётом 2:2. В серии пенальти хорошо проявили себя оба вратаря — голкипер ПСВ Ханс Ван Брёкелен также отбил три удара уругвайцев, но в итоге победу со счётом 7:6 одержал «Насьональ».
В 1989 календарном году Сере помог «Насьоналю» выиграть ещё два «дополнительных» международных трофея. В феврале «трёхцветные» по итогам двух матчей (1:0 и 0:0) обыграли обладателя Суперкубка Либертадорес «Расинг» (Авельянеда) и стали первым победителем Рекопы Южной Америки; Сере не пропустил ни одного мяча в этом противостоянии. В марте «Насьональ» в двух матчах (1:1 и 4:0) переиграл «Олимпию» из Тегусигальпы в борьбе за Межамериканский кубок. По итогам 1988 года Хорхе Сере был признан лучшим вратарём Южной Америки, попав в символическую сборную континента по итогам опроса газеты El País.
Вместе с «Насьоналем» Сере выиграл три Лигильи и один чемпионат Уругвая в 1992 году. В 1995 году выступал в Бразилии за «Коритибу», а после возвращения на родину играл за столичные «Ливерпуль» и «Рамплу Хуниорс». Завершил спортивную карьеру в 2000 году в «Ливерпуле».

### Карьера в сборной
В 1987 году Хорхе Сере провёл один матч за Олимпийскую сборную Уругвая в рамках отборочного турнира к сеульской Олимпиаде. Его команда сыграла вничью 1:1 с Бразилией (будущим серебряным призёром ОИ-1988).
За основную сборную Уругвая сыграл в четырёх товарищеских матчах: в 1987 году — против Бразилии (0:1) и Эквадора, и в 1989 году — против Италии (1:1) и Эквадора (3:1). Сере был в заявке сборной Уругвая на Кубках Америки 1987 и 1989 годов. В 1987 году Уругвай стал победителем турнира, а два года спустя занял второе место, однако в первом случае основным вратарём «селесте» был Эдуардо Перейра, а во втором — Адольфо Сеоли.
В начале карьеры Хорхе Сере называли по прозвищу «Гордо» («Толстый»), в последние годы — «Пеладо» («Лысый»), однако чаще всего болельщики и пресса называли его «Суперменом», особенно после выдающейся серии пенальти в матче за Межконтинентальный кубок.

### После завершения спортивной карьеры
В 2004 году Хорхе Сере начал тренировать женскую сборную по мини-футболу, причём это его решение подвергалось критике из-за крайне низкой популярности этой спортивной дисциплины. В 2014 году был назначен на должность тренера вратарей в «Эль Танке Сислей». В 2016 году вернулся в женский мини-футбол, возглавив национальную сборную.
Помимо работы тренером, Сере регулярно комментирует матчи для радио El Espectador, телесети Tenfield (канал VTV) и 10 канала уругвайского телевидения.

### Личная жизнь
У Хорхе Сере трое детей — старший сын (род. 1988), средняя дочь (род. 1992) и младшая дочь (род. 2015). В декабре 2015 года умер его младший брат.
Сере активно участвует в благотворительных акциях. В апреле 2020 года он продал на аукционе свои медали за победу в Кубке Либертадорес и Кубке Америки. Вырученные 11 892 доллара США он пожертвовал на борьбу с пандемией COVID-19.

## Титулы и достижения
Командные
- Чемпион Уругвая (1): 1992
- Победитель Лигильи (4): 1984, 1990, 1992, 1993
- Обладатель Кубка Либертадорес (1): 1988
- Обладатель Рекопы Южной Америки (1): 1988
- Обладатель Межамериканского кубка (1): 1988
- Обладатель Межконтинентального кубка (1): 1988
- Обладатель Кубка Америки (1): 1987 (не играл)
- Серебряный призёр Кубка Америки (1): 1989 (не играл)

Личные
- Участник символической сборной года и лучший вратарь Южной Америки (1): 1988